# 河本文一
河本 文一（かわもと ぶんいち、1882年（明治15年）12月24日 - 1960年（昭和35年）2月22日）は、日本の大蔵官僚。会計検査院長、枢密顧問官。

## 経歴
山口県美祢郡岩永下郷村（現：美祢市秋芳町岩永下郷）で、河本勝の四男として生まれ、河本兵四郎の養嗣子となる。山口高等学校を経て、1907年7月、京都帝国大学法科大学経済科を卒業。
1907年8月、大蔵省に入省し税務監督局税務属兼大蔵属となり、東京税務監督局に配属された。1908年11月、文官高等試験に合格。以後、宇都宮税務監督局経理部長、税務監督官、秋田税務監督局所得審査委員、税務監督局事務官・仙台税務監督局直税部長、熊本税務監督局直税部長、税務副監督官・札幌税務監督局関税部長、広島税務監督局経理部長事務取扱、大蔵省主計局書記官・臨時官有財産課長、臨時国有財産整理部書記官・総務課長兼管理課長、国有財産整理局書記官、臨時震災救護事務局事務官、兼臨時営繕局書記官、大蔵省参事官兼臨時営繕局書記官・臨時営繕局総務部長心得、兼臨時議院建築局理事などを歴任。
1924年6月6日、会計検査院に転じ検査官・第二部第三課長に就任。その後、会計検査官懲戒裁判所予備裁判官、第二部第四課長、第二部第三課長、会計検査院部長・第三部主管、会計検査官懲戒裁判所裁判官、第二部主管、鉄道会議議員などを務め、1941年10月24日、会計検査院長となる。
1946年6月10日に枢密顧問官に転じ1947年5月2日の枢密院廃止まで在任した。
その後、公認会計士管理委員長、同審査会会長などを務めた。墓所は多磨霊園。

## 栄典
位階
- 1909年（明治42年）12月27日 - 従七位[6]
- 1913年（大正2年）2月28日 - 正七位[6]
- 1915年（大正4年）8月30日 - 従六位[6]
- 1919年（大正8年）1月30日 - 正六位[6]
- 1921年（大正10年）1月31日 - 従五位[6]
- 1924年（大正13年）7月1日 - 正五位[6]
- 1928年（昭和3年）7月1日 - 従四位[6]
- 1934年（昭和9年）7月16日 - 正四位[6]
- 1939年（昭和14年）8月1日 - 従三位[6]
- 1944年（昭和19年）8月15日 - 正三位[6]

勲章等
- 1924年（大正13年）7月26日 - 勲五等瑞宝章[6]
- 1926年（大正15年）2月15日 - 勲四等瑞宝章[6]
- 1928年（昭和3年）
  - 7月27日 - 勲三等瑞宝章[6]
  - 11月16日 - 大礼記念章（昭和）[6]
- 1931年（昭和6年）5月1日 - 帝都復興記念章[6]
- 1934年（昭和9年）12月31日 - 旭日中綬章・昭和六年乃至九年事変従軍記章[6]
- 1937年（昭和11年）7月7日 - 勲二等瑞宝章[6]
- 1940年（昭和15年）
  - 8月15日 - 紀元二千六百年祝典記念章[6]
  - 11月1日 - 旭日重光章・支那事変従軍記章[6]
- 1943年（昭和18年）7月14日 - 勲一等瑞宝章[6]

## 著作
共著
- 『経済学全集』第19巻（財政学 上）、改造社、1930年。

## 参考資料
- 山口県教育会編『山口県百科事典』大和書房、1982年。
- 『国立公文書館所蔵 枢密院高等官履歴 第8巻』東京大学出版会、1997年。
- 秦郁彦編『日本官僚制総合事典：1868 - 2000』東京大学出版会、2001年。
- 人事興信所編『人事興信録』第14版 上、1943年。